# Winfried Vogt
Winfried Vogt (Waldshut-Tiengen, 21 gennaio 1945 – Waldshut-Tiengen, 18 maggio 1989) è stato un pilota automobilistico tedesco, vincitore del campionato ETCC 1987.

## Palmarès
- Campionato europeo turismo 1987 su BMW M3